# دانشگاه پلی‌تکنیک فرانسه
دانشگاه پلی‌تکنیک فرانسه (به فرانسوی: Université de la Polynésie française) یک دانشگاه در فرانسه است که در Punaauia واقع شده‌است.